# Anillo Townend

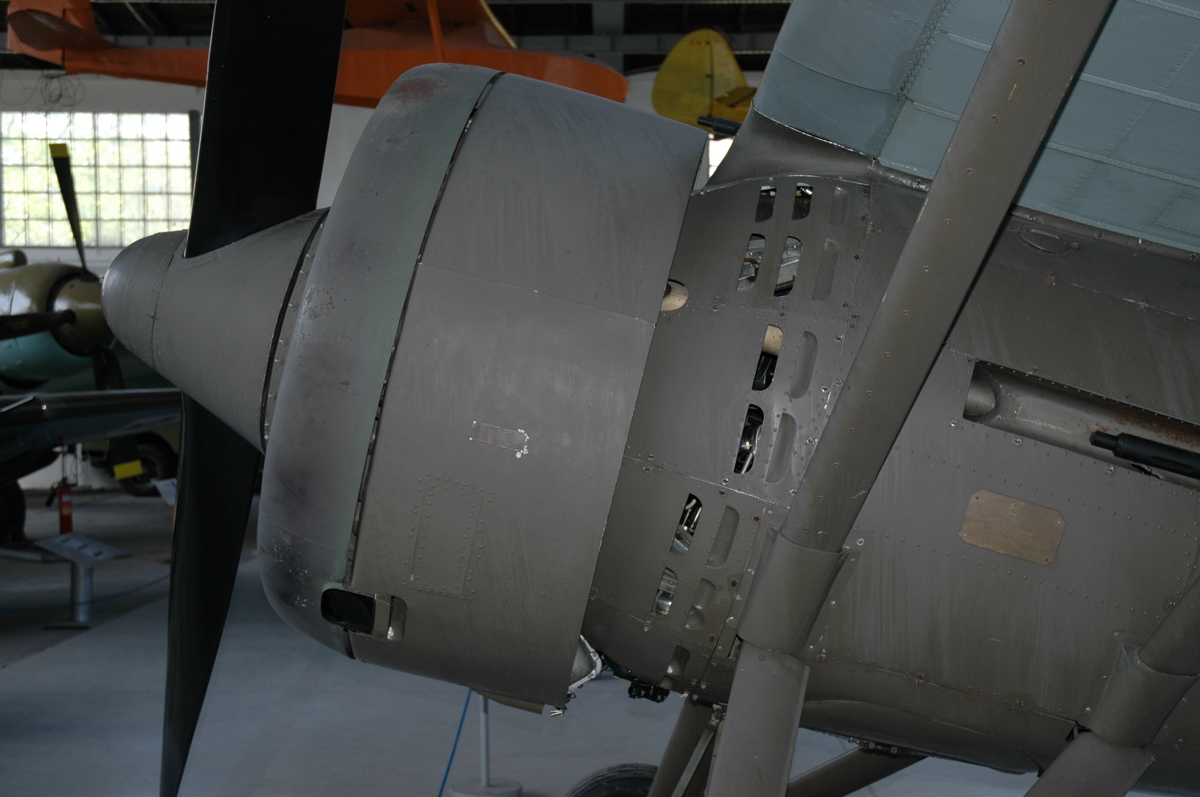
Anillo tipo Towned alrededor del motor del caza PZL P.11c

Un Anillo Townend es un tipo de carenado de cuerda estrecha instalado alrededor de los cilindros del motor radial de un avión para reducir la resistencia aerodinámica y mejorar el enfriamiento.

## Desarrollo
El anillo Townend fue la invención del Dr. Hubert Townend del Laboratorio Físico Nacional Británico en 1929. Las patentes fueron respaldadas por Boulton & Paul Ltd en 1929. En los Estados Unidos se solía llamar drag ring  ("anillo de resistencia"). Causó una reducción en la resistencia aerodinámica de los motores radiales, reduciendo  los torbellinos originados por los cilindros expuestos a la corriente del aire para su refrigeración. Fue ampliamente utilizado en los diseños entre  1930-1935 antes de que la  Cubierta NACA , una evolución del anillo Townend, entrara en uso general.
Ejemplos de aviones con anillos Townend fueron el Boeing P-26 Peashooter, Douglas O-38 , Vickers Wellesley , Westland Wallace y Gloster Gauntlet . Las primeras afirmaciones lo describieron como un diseño superior al carenado de NACA, pero comparaciones posteriores probaron que el rendimiento de la aeronave con un anillo Townend era inferior al de un carenado NACA cuando volaba a velocidades superiores a 400 km/h.